# Веретье Кировское
Веретье Ки́ровское или Веретье — деревня в Локнянском районе Псковской области России. Входит в состав Локнянской волости. Численность населения деревни составляет 36 жителей в 2000 году.

## География
Расположена в 10 км к северо-востоку от райцентра Локня.

## Население
| 2001 | 2002 | 2010 |
| ---- | ---- | ---- |
| 36   | ↘18  | ↘9   |